# Göhren (Rügen)
Göhren település Németországban, Mecklenburg-Elő-Pomeránia tartományban. Lakosainak száma 1442 fő (2023. december 31.). Göhren Baabe és Mönchgut községekkel határos.

## Népesség
A település népességének változása:
| Lakosok száma | 1238 | 1229 | 1255 | 1389 | 1458 | 1442 |
|               | 2015 | 2017 | 2019 | 2021 | 2022 | 2023 |